# Дім Химер (видавництво)
«Дім Химер» — українське книжкове ветеранське видавництво темної літератури, засноване 2018 р. на Геловін письменницьким подружжям з Вінниці: Вікторією Гранецькою та її чоловіком, учасником бойових дій Владом Сордом у рамках реабілітації та соціалізації ветеранів АТО/ООС як ветеранський бізнес. Стартап почався як сімейна справа, де Вікторія працює з текстами, логістикою і бухгалтерією, а Влад займається художнім оформленням видань, версткою та дизайном промо-матеріалів.
Мета — популяризація читання, шляхом видання і просування вітчизняному читачеві книг сучасних українських письменників, які спеціалізуються на химерній прозі. Це кластер «темної» літератури, котрий складають містично-психологічні трилери, горори, детективний нуар, соціальна фантастика, готика/неоготика, темне фентезі, стімпанк, кіберпанк, магічний реалізм, романи й оповідання на основі історичних містифікацій, екзистенційний (пост)апокаліпсис, футуристична (анти)утопія, моторошні True story, новітня українська демонологія/міфологія, бестіарії, ґрім-дарк й інші відповідні жанри.

## Про видавництво
Упродовж перших півтора року роботи випустили 20 новодруків, відвідали Книжковий Арсенал у Києві, Форум видавців у Львові й інші ярмарки та фестивалі, знайшли друзів, партнерів, однодумців з різних міст, де побували з книгами. 31 жовтня 2019-го відзначили першу видавничу річницю, започаткувавши у Вінниці щорічний літфест #ДеньХимер. У «карантинний» рік теж вижили, продовжуючи працювати й чемно сплачувати податки, запустили видавничий сайт і продаж книг в електронному форматі, організували ігрові стріми з літературними дискусіями та видали три паперові книги, кожна з яких стала хітом продажів й об'єктом щирої читацької любові.
Поступово «Дім Химер» затягує до мороку своїх видавничих покоїв дедалі більше споріднених душ і розбудовується на структурні департаменти, очільник кожного отримує почесний демонічний титул та безмежні перспективи творчої самореалізації. Також до становлення химерної української літератури долучаються семеро видавничих котів, надихаючи й водночас відволікаючи засновників від їхньої шляхетної мети і майже цілодобової роботи.
Вікторія Гранецька — письменниця, лавреатка літературного конкурсу Коронація слова, поетичного фестивалю «Підкова Пегаса», літературно-мистецької премії ім. М.Коцюбинського.
Влад Сорд — ветеран російсько-української війни, поет, прозаїк, фіналіст Міжнародної літературної премії ім. О.Ульяненко.
Мета видавництва — це видання та популяризація книжок сучасних українських авторів, які спеціалізуються на химерній прозі.

### Скандал довкола волонтерських зборів
У серпні 2023 року чотири автори видавництва «Дім Химер»: Павло Дерев'янко, Поліна Кулакова, Кшися Федорович і Євген Лір — заявили про відкликання прав на свої твори через звинувачення співзасновника видавництва Владислава Гранецького-Стафійчука у присвоєнні коштів з благодійних зборів на підрозділ «Сенека», приписуванні собі дружби з Романом Ратушним, що заперечують рідні й друзі Ратушного, та ймовірних обманах. Усі автори звернули увагу на невиплати роялті та погану комунікацію видавця з авторами й читачами.
За рік до того Влад Сорд оголосив збір на міномети для «Сенеки», але не прозвітував за зібрані 3,5 млн грн.

## Автори які видавались
- Іван Лукавий — Закінчив Слов'яно-грецький колегіум за фахом «Редагування і видавнича справа», працював кореспондентом у виданні «Галицькі Контракти».
- Тіна Гальянова — вінницька письменниця, авторка поетичних збірок, лауреатка Міжнародної україно-німецької премії ім. О.Гончара, двічі дипломантка «Коронації слова». «Химеросховище» — книга містично-фантастичних творів.
- Вікторія Гранецька — книга оповідань «Reality Show/Magic Show». Окремі оповідання перекладені англійською мовою, вірші — польською.
- Павло Дерев'янко — київський письменник, за фахом перекладач з арабської мови.[4] У 2019 році вийшов його дебютний роман «Аркан вовків», перша частина трилогії «Litopys Siroho Ordenu» в жанрі темного фентезі з елементами стимпанку та альтернативної історії. Навесні 2020 року вийшла друга частина — «Тенета війни»[5] . У кінці 2021 року очікується третя частина трилогії.[6].
- Артур Закордонець  — роман-горор «Гримуля».
- Віктор Крупка — поетична збірка «Химерник».
- Поліна Кулакова — детективний трилер «Дівчина, яку ми вбили». У 2020 році вийде друком соціально-психологічний трилер «Усі їхні демони».[7]
- Маргарита Сурженко — фантазійно-ілюзорний роман «Дівчина, яка шукала свою сукню».
- Євген Лір — восени 2019 року вийшов друком роман «Степовий бог» (перша частина трилогії «Хассара»). Анонсований вихід другої книги у 2020 році] — химерного бестіарію «Книга вигаданих неістот»[8] у співавторстві з Кшисею Федорович.[9]
- Олег Поляков — химерний роман «Крижана карусель».
- Сергій Рибницький — збірка оповідань «Вбивство на вулиці…» та антиутопія «Жовтий закон».
- Влад Сорд — автор поетичних книг «Трансгрес(і)я», «+++» (Три плюси") та збірки військово-містичних оповідань «Безодня».[10]
- Ксенія Циганчук — детективний роман «По той бік пам'яті»  з елементами містики, горору та використанням міфології з давніх казок.[11]
- Алевтіна Шавлач — перший роман «Знак Єви» з трилогії під символічною назвою «Evangelion».
- Олег Шинкаренко — історично-авангардний роман «Бандера Distortion».